# Naturalista
Nel passato era genericamente chiamato naturalista uno scienziato o un amatore che essenzialmente si occupasse di argomenti riguardanti una o più branche delle scienze naturali, nella maggior parte dei casi la botanica, la zoologia, l'ecologia, la paleontologia, la geologia e la mineralogia; questa definizione viene talvolta utilizzata tuttora anche senza specifico riferimento ad eventuali titoli di studio o accademici.

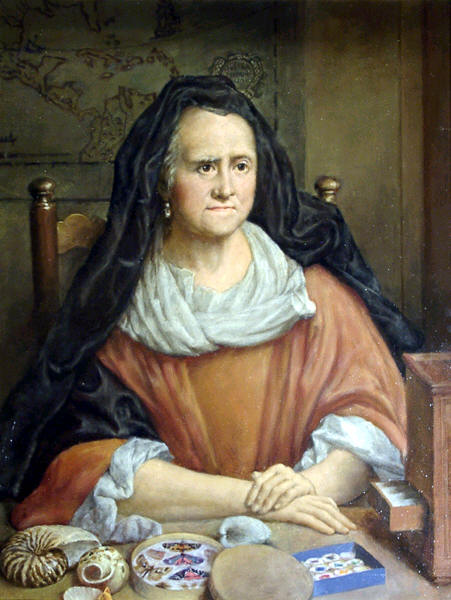
Ritratto di Anna Maria Sibylla Merian, sono ritratti anche i soggetti naturalistici di suo interesse così come erano collezionati

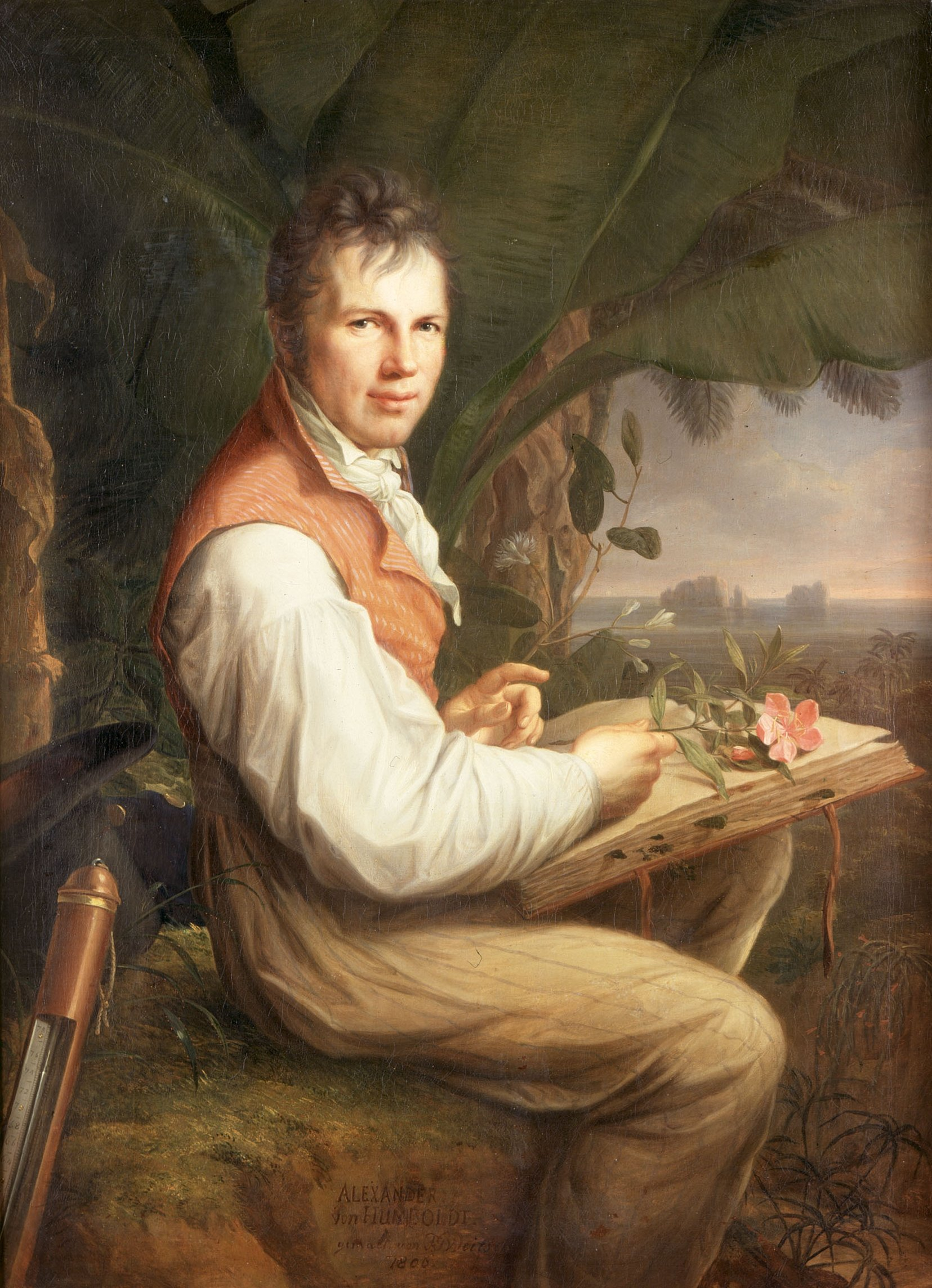
Ritratto allegorico di Von Humbolt

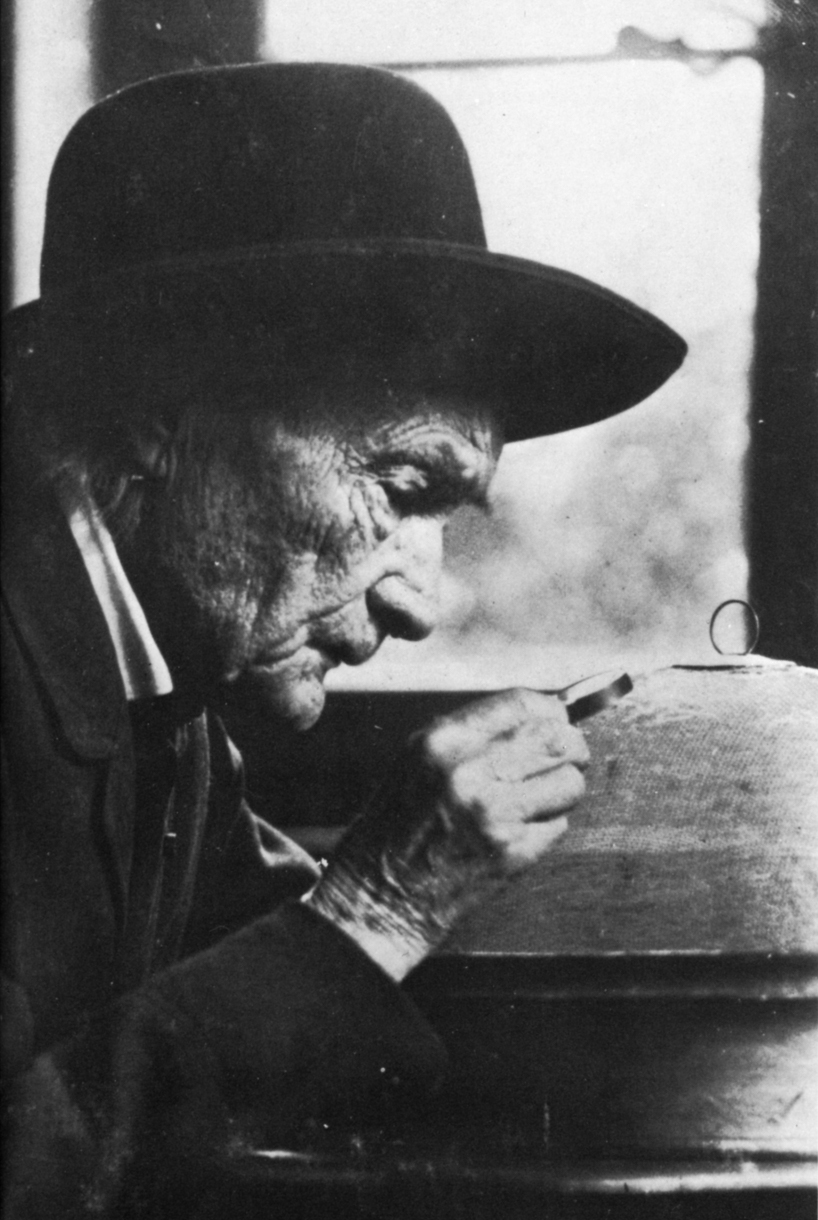
Ritratto di Jean-Henri Fabre

## Origine e storia del termine
Questo termine è apparso nel 1527 dal latino naturalis e il suffisso -ista. Con questo termine, a partire da quel periodo si intende l'esperto di storia naturale, ma anche la persona che segue la sua passione di occuparsi di soggetti della natura. In quel periodo venne di moda anche raccogliere oggetti, curiosità naturali da conservare in spazi dedicati, prefigurando in tal modo quella che fu una delle principali attività dei naturalisti nei secoli successivi.
A partire dal secolo XVIII viene inoltre nominato naturalista  la persona responsabile per la raccolta di campioni di storia naturale, sia nel contesto di una spedizione scientifica o proprio conto, come per esempio avvenne per Charles Darwin.
Questo termine è stato ampiamente utilizzato fino a tutto il XIX secolo, prima di essere progressivamente sostituito, ove sono richiesti titoli formali, dai termini specifici relativi agli studiosi delle diverse discipline naturalistiche.
Questa definizione è ancora usata informalmente nel XX secolo ed oggi, anche per indicare persone che amatorialmente o professionalmente si occupano di soggetti collegabili alle scienze naturali pur senza aver specifici titoli di studio al riguardo, il termine è affiancato a nomi di professioni per indicare l'orientamento verso temi naturalistici. Ne sono esempi i fotografi naturalisti, specializzati in immagini di soggetti naturalistici, documentaristi, collezionisti ed anche divulgatori scientifici.
Oggi, in Italia, legalmente con il termine "naturalista" si intende una persona in possesso di uno specifico titolo universitario di laurea in scienze naturali.

## Naturalisti famosi
Plinio il Vecchio autore della Naturalis historia, vissuto nel primo secolo d.C. è considerato come il primo naturalista nella storia delle Scienze Naturali.
Aldovrandi, nel secolo XVI, con le sue collezioni costituì uno dei primi musei naturalisti a Bologna, contemporaneo di Aldovrandi è Andrea Cesalpino che oltre ad interessi per la botanica, si occupava di medicina e filosofia.
Nel secolo XVII Francesco Redi come medico, letterato, oltreché naturalista incarna ancora la figura di studioso eclettico; a cavallo fra questo secolo e il successivo, la tedesca Anna Maria Sibylla Merian, partendo dalla pittura naturalistica svilupperà un forte interesse verso la vista degli insetti arrivando ad organizzare uno dei primi viaggi extraeuropei, nel Suriname con finalità scientifiche.
A partire dal secolo XVIII le figure di naturalisti sono sempre più visibili nel panorama culturale e scientifico, si tratta spesso di nobili o persone appartenenti alla borghesia benestante o ecclesiastici, con una forte interesse personale verso la natura, interesse che spesso spazia tra le diverse discipline in cui oggi sono suddivise le scienze naturali, e sovente con una propensione a viaggiare in territori poco conosciuti al tempo come Alexander von Humboldt e Alfred Wallace. Col crescere delle conoscenze scientifiche si riduce l'eclettismo degli ambiti di interesse culturale. Tra i più importanti naturalisti vi sono: Charles Darwin, Linneo, Lamarck, Georges Cuvier, Buffon, Antonio Vallisneri, Jean-Henri Fabre.
Famosi naturalisti, come Horace-Bénédict de Saussure, Louis Agassiz, Antonio Stoppani, Ardito Desio si trovano anche fra coloro che contribuirono alla nascita e sviluppo dell'alpinismo a partire dalla metà del secolo XVIII.
Illustre naturalista francese di origine italiane fu anche Émile Zola.